# Bemokotra
Bemokotra è una città e comune del Madagascar situata nel distretto di Maevatanana, regione di Betsiboka. 
La popolazione del comune rilevata nel censimento 2001 era pari a 5 475 unità.